# Acanthogorgia goesi
Acanthogorgia goesi är en korallart som beskrevs av Aurivillius 1931. Acanthogorgia goesi ingår i släktet Acanthogorgia och familjen Acanthogorgiidae. Inga underarter finns listade i Catalogue of Life.